# Холодний фронт

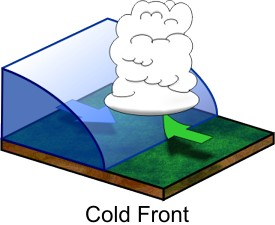
Схематичне зображення холодного фронту

Холодний фронт — атмосферний фронт, що рухається у бік теплого повітря. Холодне повітря наступає і відтісняє тепле повітря: спостерігається адвекція холоду, за холодним фронтом у даний регіон приходить холодна повітряна маса. Пов'язаний з різкою зміною погоди і пізнішим похолоданням.

## Опис
Холодним фронтом називається фронт, який рухається у сторону теплого повітря. У цьому випадку клин холодного повітря наступає і відтісняє розміщене перед ним тепле повітря. Завдяки приземному тертю передня частина клину холодного повітря притупляється, тому поблизу лінії фронту його поверхня, на відміну від теплого фронту піднімається вгору майже перпендикулярно.

## Класифікація

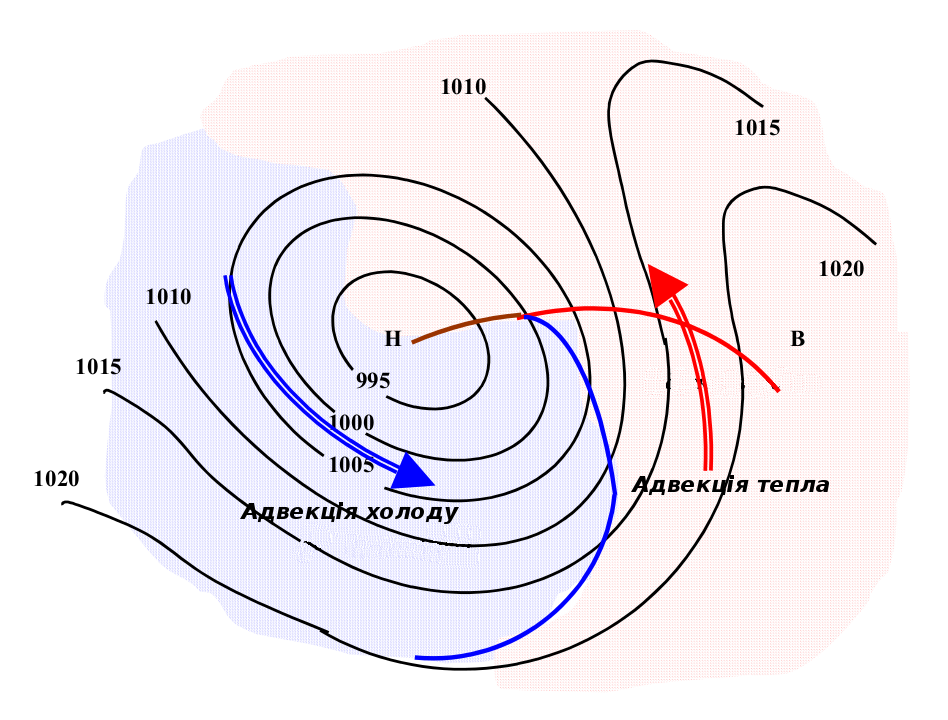
Стадія максимального розвитку позатропічного циклону. Холодний фронт позначений синьою лінією

Характер погоди на холодному фронті помітно різниться в залежності від швидкості зсуву фронту, властивостей теплого повітря перед фронтом, характеру висхідних рухів теплого повітря над клином холодного. Зазвичай розрізняють два типи холодних фронтів:
- Холодний фронт першого роду, коли холодне повітря наступає повільно,
- Холодний фронт другого роду, що супроводжується швидким наступання холодного повітря.

### Першого роду
Холодний фронт 1-го роду — це різновид холодного фронту, який переміщується повільно. Клин холодного повітря немов підповзає під тепле повітря, у результаті чого останній не тільки витісняється вгору, але частково натікає на клин холодного повітря. При адіабатичному охолодженні повітря, що піднімається вгору, утворюється хмарова система, подібна до системи хмар теплого фронту, у якій форми хмар розміщені у зворотному порядку і ширина якої порівняно невелика.

### Другого роду

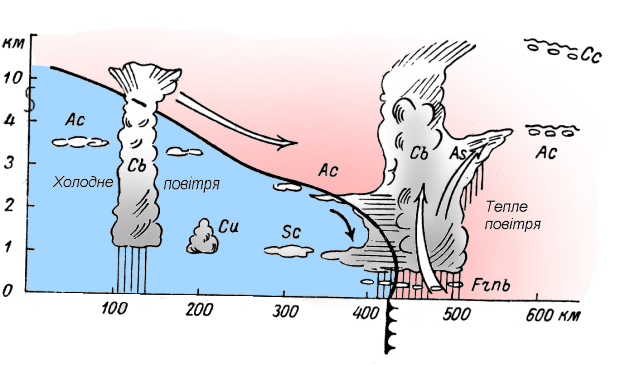
Структура холодного атмосферного фронту 2-го роду

Холодний фронт 2-го роду — це різновид холодного фронту. який переміщується швидко. Він спостерігається у центральній частині циклону. Тепле повітря над холодним фронтом 2-го роду має значну горизонтальну швидкість і опускається, ковзаючи вниз по клину холодного повітря. Тому хмарна система, що виникає на цьому фронті відхиляється вперед. Смуга найбільш потужних хмар і опадів розміщена безпосередньо перед лінією фронту. Оскільки фронт рухається швидко, то висхідний рух теплого повітря уздовж поверхні фронту, зазвичай, проходить бурхливо. Тому, основою хмарової системи холодного фронту 2-го роду є вал купчасто-дощових хмар (Cb). Незадовго до приходу цього вала можуть з'явитися високо-купчасті хмари (Ас), інколи на зміну яким приходять високо-шаруваті (As), а інколи спостерігається перисто-купчасті хмари (Сс) у поєднанні з купчастими (Сі).
Взагалі, напливаючий вал купчасто-дощових хмар може супроводжуватись багатьма формами хмар усіх ярусів: розірвано-дощовими (Fr nb), купчастими (Сu) і шарувато-купчастими (Sc) у нижньому ярусі; високо-купчастими (Ас) і високо-шаруватими (As) у середньому ярусі, перистими (Сі), перисто-купчастими (Сс) а інколи перисто-шаруватими (Cs) у верхньому ярусі. При цьому спостерігається у виді декількох шарів, розміщених на різних широтах. Перед холодним фронтом 2-го роду інколи з'являються високо-купчасті лентикулярні хмари (Ас lent.), а також перисто-купчасті лентикулярні (Сс lent.) Таким чином, у порівняно вузькій зоні поблизу лінії фронту (100—200 км) спостерігається маса різних видів родів хмар, у зв'язку із тим, що висхідний вертикальний рух простягається угору на відстань інколи до 10 км. Це часто спостерігається і у тому випадку коли утворюються не фронтальні купчасто-дощові хмари, а хмари Cumulonimbus всередині нестійкої маси. Сама купчасто-дощова хмара по краях також часто має багатоярусний характер.

## Позначення на синоптичних картах

Позначення холодного фронту на погодній мапі

На погодній мапі холодний фронт позначається синіми або темними трикутниками іншого кольору, спрямованими у бік руху фронту. При переході через лінію холодного фронту, вітер, як і у випадку теплого фронту, повертає у Північній півкулі праворуч (ліворуч у Південній), але поворот значніший і різкіший — від південно-західного або південного перед фронтом до західного або північно-західному за фронтом. При цьому посилюється швидкість вітру. Атмосферний тиск перед фронтом змінюється повільно. Він може як падати, так і зростати. З проходженням холодного фронту, однак, починається швидке зростання тиску. Це зростання тиску може досягати 1-2 гПа/год., іноді 2-3 гПа/год. або навіть більше. Зміна баричної тенденції (від падіння до зростання, від повільного зростання до сильнішого) свідчить про проходження лінії приповерхневого фронту.

## Вплив на погоду

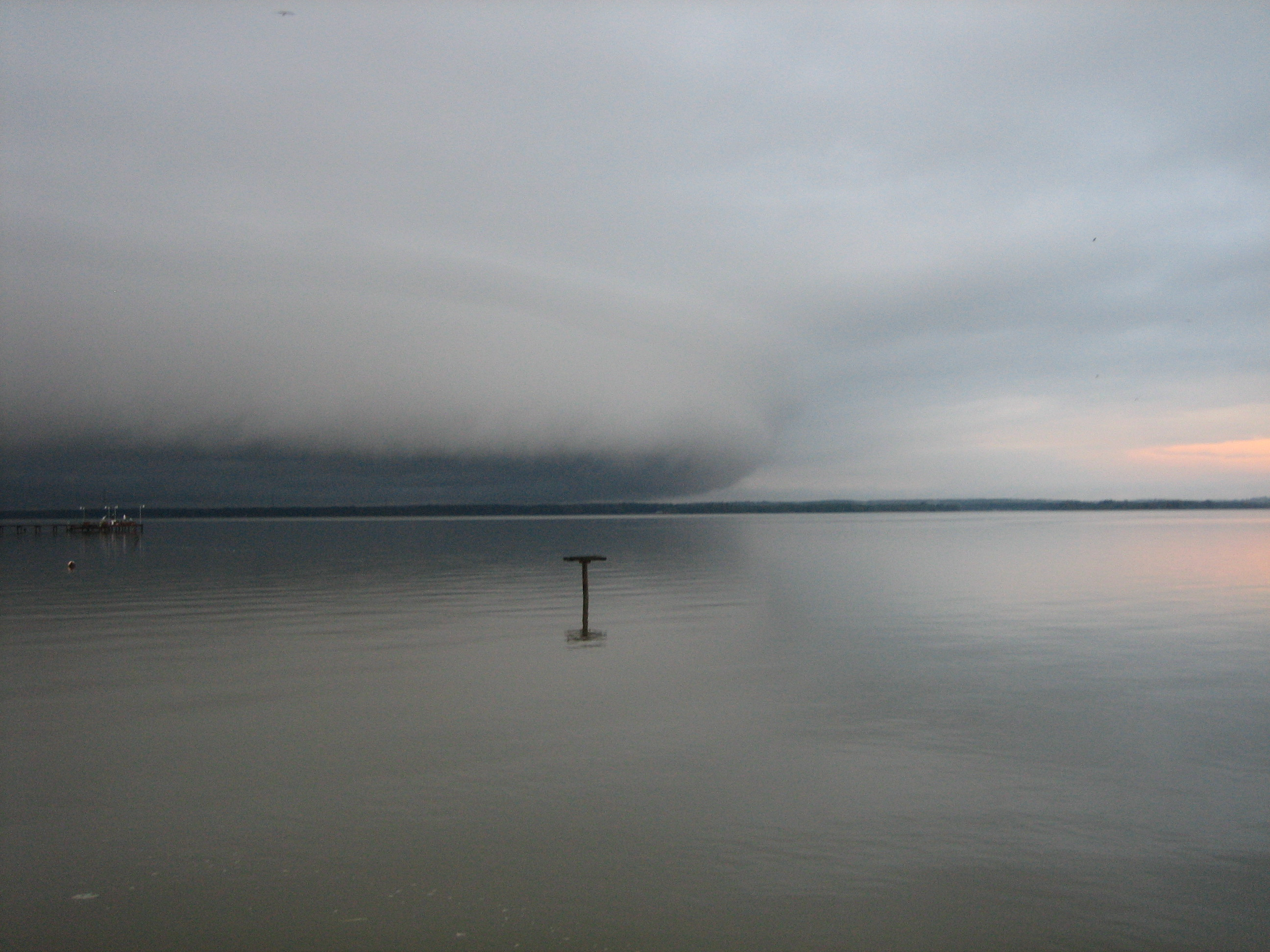
Холодний фронт першого роду

Перед фронтом часто спостерігаються опади, а нерідко грози і шквали (особливо протягом теплого півріччя). Температура повітря після проходження фронту падає в результаті адвекції холоду, причому часом швидко і різко — на 5 … 10 ° С і більше за 1-2 години. Точка роси знижується одночасно з температурою повітря. Видимість, як правило, поліпшується, оскільки за холодним фронтом вторгається чистіше і сухіше повітря з північних широт.
При низькій температурі в холодному фронті 1-го роду льодяні кристали утворюються на невеликій висоті, що сприяє випаданню опадів. У холодну пору року основа хмар поблизу лінії фронту часто розміщується на висоті до 100 м, причому, зазвичай, під ними утворюється суцільний покрив розірвано-дощових хмар, який закриває хмари, розміщені вище. Влітку, коли відносна вологість теплого повітря порівняно мала і точка роси розміщується достатньо високо, інколи у фронті утворюються лише високі форми хмар (високо-шаруваті, перисті, перисто-шаруваті) які не дають опадів. Розірвано-дощові хмари влітку виникають значно рідше ніж взимку і ще рідше утворюють суцільний хмаровий покрив.
За типовим холодним фронтом 2-го роду наступає, зазвичай, прояснення, викликане інтенсивними низхідними потоками холодного повітря, яке розмиває також і типову частину фронтової хмарної системи. При цьому у холодній повітряній масі безпосередньо за лінією фронту спостерігаються шарувато-купчасті, високо-купчасті і розірвано-дощові хмари, кількість яких швидко зменшується.